# Add N to (X)
Add N to (X) ou Add N To X, foi um grupo de música eletrônica do Reino Unido formada em Londres por Barry Smith, Ann Shenton e Andrew Aveling (mais tarde substituído por Steven Clayton), em 1993.

## História
O então ex-radialista de Praga Barry Smith conheceu Ann Shenton em 1993, quando descobriram uma afinidade comum para sintetizadores analógicos. Andrew Aveling se juntou a eles para o lançamento de seu álbum de estreia, "Vero Electronics" de 1996. Steven Claydon entrou algum tempo depois para substituir Aveling, e permaneceu com o grupo até sua dissolução. O grupo tocou ao vivo regularmente, muitas vezes, aumentando seu núcleo de três integrantes com um ou dois bateristas acústicos e, às vezes, alguns músicos adicionais tocando sintetizadores adicionais e/ou guitarras elétricas. Eles frequentemente utilizavam uma imagem característica em seus vídeos e capas de disco, uma colagem de imagens fetichistas sexuais com equipamento analógico e eletrônico, baseado em parte no filme Demon Seed do diretor Donald Cammell, lançado no Brasil como "Geração Proteus".
A banda lançou mais quatro álbuns, On The Wires of Our Nerves, Avant Hard, Add Insult to Injury e Loud Like Nature. Eles também lançaram o single "Little Black Rocks In The Sun", em vinil de 10 polegadas hexagonal. Shenton teria sido esmagada pela pressão da turnê de Loud Like Nature, e ou deixou o grupo ou foi expulsa. Em 2003, Smith e Claydon continuaram em turnê nos Estados Unidos sem Shenton. A banda se separou logo depois. Ann Shenton formou um novo grupo, o Large Number. Steven Claydon agora é conhecido por seu trabalho artístico, em 2006, um de seus trabalhos foi incluído em uma exposição no Tate Modern.

## Discografia

### Álbuns
- 1996 - Vero Electronics
- 1998 - On the Wires of Our Nerves
- 1999 - Avant Hard
- 2000 - Add Insult to Injury
- 2002 - Loud Like Nature

### Singles
- "The Black Regent" (1997) Satellite
- "King Wasp" (1997) Satellite
- "Demon Seed" (1997) Piao! (álbum split com Fridge)
- "Little Black Rocks in the Sun" (1998) Mute Records
- "Metal Fingers in My Body" (1999) Mute Records
- "Revenge of the Black Regent" (1999) Mute Records
- "Live 1940" (1999) Slut Smalls
- "Plug Me In" (2000) Mute Records
- "The Poke 'Er 'Ole" (2001) Mute Records
- "And Another Thing" (2001) Rocket Girl Records (Add N To Fu(x)a)
- "Take Me To Your Leader" (2002) Mute Records

### Oficiais
- Add N To (X)- Página no site da Mute Records

### Informações
- Add N to (X) (em inglês) no Discogs
- Discografia de Add N to (X) no MusicBrainz
- Add N to (X)   no Myspace
- Add N to (X) no Last.fm